# Maxi Mounds
Maxi Mounds (Rockville Centre, Nueva York; 25 de octubre de 1964) es una modelo erótica, estríper, actriz pornográfica y directora estadounidense conocida por sus senos extraordinariamente grandes.

## Biografía
Maxi tiene implantes de seno de fibra de polipropileno que son utilizados también por Chelsea Charms, Melonie Charm o Minka para lograr unas medidas de senos imposibles. Los senos de Mounds pesan 20 libras cada uno.
Maxi Mounds tiene la marca mundial de Guinness de "Los Senos Aumentados más Grandes del Mundo" (World's Largest Augmented Breasts). Ella se acercó a Guinness en agosto de 2003, pero la categoría no existía. Después de crear la categoría la organización de Guinness la contactó para solicitarle sus medidas y otra documentación. 
Ella fue presentada con un certificado oficial que dice:
Maxi Mounds fue medida en Sarasota, Florida el 4 de febrero de 2005 y se encontró que tenía una medida bajo las senos de 91,44 cm (36 pulgadas) y un alrededor de la medida del pecho sobre el pezón de 153.67 cm (60,5 pulgadas). Ella lleva actualmente un sostén de tamaño 42M de EE. UU. (del 42J Reino Unido).
En 2004 fue publicado su libro, The Maxi Mounds Guide To The World Of Exotic Dancing (ISBN 0-9734333-1-0), por Perpetual Summer Publishing.